# 秀山花蛛
秀山花蛛（学名：Misumenops xiushanensis）为蟹蛛科花蛛属的动物。在中国大陆，分布于四川等地。该物种的模式产地在四川秀山。